# Valanga gohieri
Valanga gohieri är en insektsart som först beskrevs av Le Guillou 1841.  Valanga gohieri ingår i släktet Valanga och familjen gräshoppor. Inga underarter finns listade i Catalogue of Life.